# Зброя та безпека

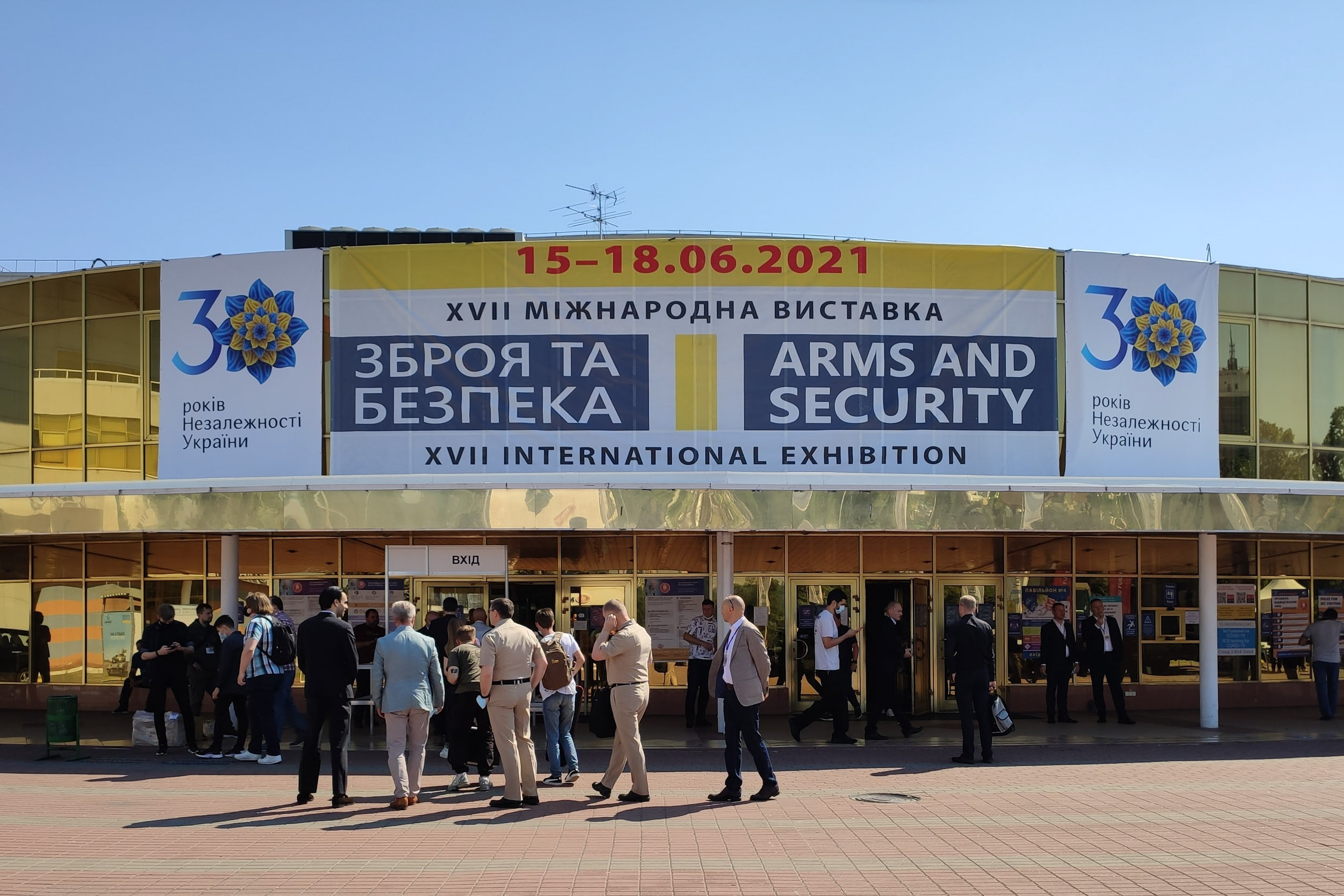
Вхід виставки у МВЦ, 2021 рік.

Зброя та безпека — виставка озброєння та військової техніки, яка щорічно відбувається в Україні у Києві. Заснована у 2004 році. Проводиться під патронатом Кабінету Міністрів України.
З 2015 року — найбільша виставка зброї в Україні.

## Історія
Виставка «Зброя та безпека» проводиться з 2004 року. Її проведення було ініційоване постановою Кабінету міністрів N 420-р від 5 липня 2004 р.
Виставка 2015 року стала найбільшою виставкою зброї в історії України за кількістю учасників, міжнародних угод, представлених зразків техніки та новинок, за представницьким рівнем та популярністю серед громадськості.

### 2017
У 2017 році виставка зібрала 400 компаній з 15 країн світу.
10 жовтня 2017 року Українська компанія ТОВ "Науково-виробнича компанія «Техімпекс» на виставці «Зброя та Безпека 2017», представила свою нову розробку — Легкий Тактичний Автомобіль (ЛТА).
Також на виставці «Зброя та Безпека 2017» згідно з вимогами Міністерства оборони України і за запитами ряду іноземних замовників, фахівцями підприємства розпочато роботу над створенням більш захищеної версії бронемашини БРДМ-2 (БТР-НИК) з посиленим захистом і поліпшеними тактико-технічними характеристиками. Передбачається, що оновлена бойова машина, створена на базі БРДМ-2 отримає новий більш потужний і економічний дизельний двигун FTP Iveco Tector. Компонування носової частини БТР-НИК буде істотно змінена. З метою посилення бронювання лобової частини було вирішено повністю відмовитися від люків водія і командира. Таким чином, передбачена можливість установки додаткової бронезахисту.
На стенді ДК «Укроборонпром» на XIV Міжнародній спеціалізованій виставці «Зброя та Безпека — 2017» було представлено спільний українсько-польський продукт — зенітно-ракетну систему ZRN-01 «Stokrotka» («Маргаритка»), яка є результатом спільної робот української компанії ДАХК «Артем», що входить до складу Державного концерну «Укроборонпром» та польської компанії AREX, яка входить до групи компаній WB Group.
Відбулася прем‘єрна демонстрація нової бойової машини підтримки танків «Страж», яка є результатом спільної роботи Житомирського та Київського бронетанкових заводів, разом з ДАХК «Артем», що входять до складу ДК «Укроборонпром».
11 жовтня 2017 року на «Зброя та безпека — 2017» НВЦ «Спецтехномаш», який спеціалізується на виробництві автоматизованих фасувальних ліній та іншого технологічного обладнання, представив обладнання для виготовлення боєприпасів, вузлів, деталей, комплектуючих, інструменту та спеціальної технологічної оснастки набоїв до стрілецької зброї.
Завод «Маяк» в чергове представив М120-15 «Молот» та М60-16 «Камертон», лінійку нових українських мінометів.
Під час міжнародної виставки «Зброя та безпека — 2017» ПрАТ «Завод „Кузня на Рибальському“» представило аналог радянської корабельної шестиствольної 30-мм зенітної автоматичної артилерійської установки АК-306.
КП НВК «Іскра», яке входить до складу ДК «Укроборонпром», вперше під час виставки «Зброя та Безпека-2017» представило перший натурний зразок мобільного оглядового 3D радіолокатора 80К6Т.
Було представлено Важкий механізований міст (ВММ) на шасі КрАЗ-63221 «Міст» (6х6).
ДП «Укроборонсервіс» вперше продемонструло мобільний мінометний комплекс UKR-MMC.
АвтоКрАЗ на міжнародній виставці «Зброя та безпека — 2017» представив бойовий комплекс РСЗВ у складі повнопривідного автомобіля КрАЗ-63221 і артилерійської частини — реактивної системи залпового вогню калібром 220 мм 9К57 «Ураган» (Бастіон-03).
ДП «Дослідно-проектний центр кораблебудування», яке входить до складу ДК «Укроборонпром», в рамках виставки «Зброя та безпека 2017» вперше представило новий проект малого протичовнового корабля.
ДП "КБ «Артилерійське озброєння», що входить до складу ДК «Укроборонпром» на виконання програми імпортозаміщення, за власні обігові кошти розробило та опанувало виробництво стволів калібром 23-мм — КБА40 для зенітної установки ЗУ-23-2 (2А13).
ПрАТ "Завод «Кузня на Рибальському» було продемонстровано установку постановки пасивних перешкод УППП-20.
Компанія ХАДО презентувала прототип великокаліберної антиматеріальної гвинтівки Snipex T-Rex.
НВЦ «Інфозахист» презентував новий комплекс радіотехнічної розвідки «Хортиця-М».
ДП «Ізюмський приладобудівний завод» було представлено коліматорний кулеметний приціл ПКП-12,7.
Львівське державне підприємство «Лорта» на виставці «Зброя та безпека 2017» представило комплекс автоматизованого управління артилерійським дивізіоном (батареєю) «Оболонь-А».

### 2018
У 2018 році українська експозиція була представлена 456 учасниками від державного і приватного секторів оборонної промисловості, закордонна — 47 провідними підприємствами із 17 країн світу. Вперше на виставці було представлено національні павільйони Польщі, Туреччини та Чехії. Вистава приймала делегації високого рівня представництва на чолі з керівниками оборонних міністерств та відомств з Австрії, Азербайджану, Алжиру, Боснії і Герцеговини, Єгипту, Казахстану, Катару, М'янми, Об'єднаних Арабських Еміратів, Пакистану, Польщі, Молдови, Білорусі, Саудівської Аравії, Таїланду, Туреччини, Чехії.

### 2019
У виставці 2019 року взяли участь понад 370 учасників, 48 з яких ― іноземні із 16 країн (США, Польща, Данія, Фінляндія, Бельгія, Білорусь, Австрія, Чехія, Туреччина, Німеччина, Італія, Латвія, Хорватія, Ізраїль, Китай, Казахстан). Національними павільйонами були представлені США (9 компаній), Польща (5 компаній), Туреччина (14 компаній) і Чехія (3 компанії). Українські учасники були представлені 36 підприємствами ДК «Укроборонпром», 23 підприємства ГО «Ліга оборонних підприємств України», 2 підприємства Державного космічного агентства України та ще понад 130 інших державних і приватних підприємств як ОПК, так і суміжних галузей. На відкритті виставки були присутні міністр оборони України Андрій Загороднюк і начальник Генштабу ЗСУ Руслан Хомчак.

### 2020—2021
XVII Міжнародна спеціалізована виставка «Зброя та безпека 2020» та XII Міжнародний авіакосмічний салон «Авіасвіт ХХІ» мали бути проведені в Києві з 13 по 16 жовтня 2020 року. Однак, через пандемію COVID-19, було вирішено, що проведення виставки в цей час недоцільне, і її варто перенести на травень 2021 року. У квітні дату проведення перенесли на 15-18 червня 2021 року.
Вперше на виставці були представлені компанії та організації:
- Embraer (Бразилія);
- Lockheed Martin (США);
- Firefly Aerospace Inc (США);
- експозиція Міністерства економічного розвитку, праці та технологій Республіки Польща;
- Fireway — переможці хакатону NASA Space App Challenge в категорії «Найкраще використання технологій»;
- результати кооперації компаній «Нібулон» (м. Миколаїв) і OCEA (Франція) у виробництві катерів берегової охорони Ocea FPB 98;
- експозиція новоствореної Національної Асоціації підприємств оборонної промисловості України.

Також вперше було представлено публіці:
- модернізований зенітний ракетний комплекс ближньої дії «Стріла-10 „Луч“» з керованою ракетою Р-10-ОФ — зенітна версія універсальної керованої ракети РК-10[32].
- Уніфікована керована зенітна ракета «Корал»[33][34]
- Керовану авіаційна ракета класу «повітря-повітря» УП-277[33]
- ДККБ «Луч» розсекретило дизайн самохідної пускової установки зенітного ракетного комплексу середньої дальності над яким наразі працюють на державному підприємстві[35].
- Модернізований самохідний ПТРК «Штурм-С»[36].

## Показники
Кількість компаній-учасників: